# Distrito de Besalampy
Besalampy es un distrito de la región de Melaky, en la isla de Madagascar, con una población estimada en julio de 2014 de 73 125 habitantes.
Se encuentra ubicado cerca de la costa occidental de la isla, y de la Reserva Maningoza y la Reserva Bemarivo.